# Adromischus caryophyllaceus
Adromischus caryophyllaceus és una espècie de planta suculenta del gènere Adromischus, que pertany a la família Crassulaceae.

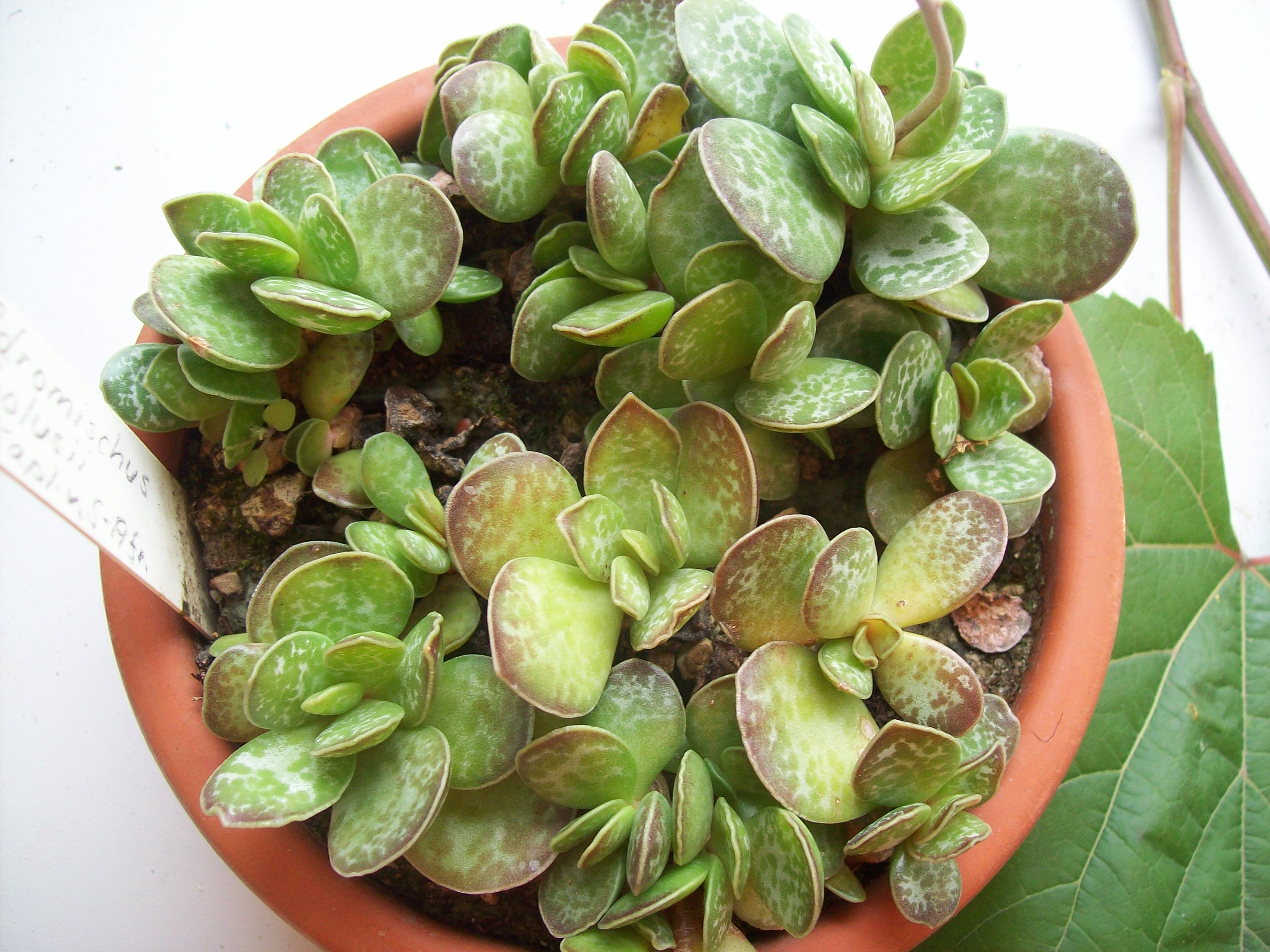
Vista de la planta

## Taxonomia
Adromischus caryophyllaceus Lem. va ser descrita per Charles Antoine Lemaire i publicat a Jardin Fleuriste 2 (Misc.): 60. 1852.